# João Carlos de Mendonça
João Carlos de Mendonça foi um Governador Civil de Faro entre 29 de Outubro de 1931 e 15 de Julho de 1933.